# Michael Morpurgo
Sir Michael Andrew Bridge Morpurgo (ur. 5 października 1943 w St. Albans jako Michael Andrew Bridge) – brytyjski pisarz, autor książek dla dzieci, scenarzysta, librecista.

## Życiorys
W 1967 ukończył studia licencjackie na King’s College London (część Uniwersytetu Londyńskiego). Później przez osiem lat pracował jako nauczyciel. Otrzymał nagrody literackie: Laureat Dzieci (2003–2005), Whitbread Children's Book Award (za powieść The Wreck of the Zanzibar), Hampshire Book Award i California Young Reader Medal (obie za powieść Private Peaceful), dwukrotnie Nestlé Smarties Book Prize (za powieści Biały Książę i The Last Wolf), czterokrotnie Red House Children's Book Award (za powieści: Królestwo Kensuke, Private Peaceful, Smuga i An Eagle in the Snow) oraz trzykrotnie Prix Sorcières (za książki: King of the Cloud Forests, Wombat Goes Walkabouts, także Królestwo Kensuke). Jego powieści: Friend or Foe, Why the Whales Came (tytuł filmu When the Whales Came), My Friend Walter, Czas wojny i Waiting for Anya, do dwóch z nich (When the Whales Came oraz My Friend Walter) Morpurgo sam napisał scenariusze. W 2006 został odznaczony Orderem Imperium Brytyjskiego.

## Życie prywatne
Syn aktora Tony'ego Van Bridge'a, pasierb profesora literatury amerykańskiej Jacka Morpurgo, wnuk belgijskiego pisarza Émila Cammaertsa, zięć założyciela wydawnictwa Penguin Books Allena Lane'a.
W 1963 poślubił Clare Allen. Małżeństwo ma troje dzieci. Mieszkają w Londynie.

## Dzieła

### Powieści
- Long Way Home (1975)
- Friend or Foe (1977)
- Nine Lives of Montezuma (1980)
- Miss Wirtles Revenge (1981)

seria War Horse
1. War Horse (1982; wydanie polskie 2012 Czas wojny)
2. Farm Boy (1997)

- Twist of Gold (1983)
- Little Foxes (1984)
- Why the Whales Came (1985)
- Tom's Sausage Lion (1986)
- King of the Cloud Forests (1987)
- Mossop's Last Chance (1988)
- My Friend Walter (1988)
- Mr. Nobody's Eyes (1989)
- Waiting for Anya (1990)
- The Sandman and the Turtles (1991)
- The War of Jenkins' Ear (1993)
- The Dancing Bear (1994)
- Arthur, High King of Britain (1994)
- The Wreck of the Zanzibar (1995)
- The Butterfly Lion (1996; wydanie polskie 2017 Biały książę)
- The Ghost of Grania O'Malley (1996)
- Robin of Sherwood (1996)
- Gullivers Travels (1997)
- Arthur, High King of Britain - Excalibur (1998)
- Camelot: The Last Days (1998)
- Red Eyes at Night (1998)
- Escape from Shangri-La (1998)
- Wartman (1998)
- Joan of Arc (1998)
- Kensuke's Kingdom (1999; wydanie polskie 2009 Królestwo Kensuke)
- Black Queen (2000)
- Billy the Kid (2000)
- Dear Olly (2000)
- Out of the Ashes (2001)
- Toro! Toro! (2001)
- The Last Wolf (2002)
- The Sleeping Sword (2002)
- Mr Skip (2002)
- Cool! (2002; wydanie polskie 2017 Naprawdę spoko!)
- Cool as a Cucumber (2003)
- Private Peaceful (2003)
- Sir Gawain and the Green Knight (2004)
- The Amazing Story of Adolphus Tips (2005)
- I Believe in Unicorns (2005)
- Born to Run (2006; wydanie polskie 2009 W biegu. Niezwykłe przygody wyjątkowego psa)
- Alone on a Wide Wide Sea (2006; wydanie polskie 2011 Samotność na pełnym morzu)
- Beowulf (2006)
- The Mozart Question (2007)

Seria Mudpuddle Farm
1. Cock-A-doodle-do (2008)
2. Pigs Might Fly! (2008)
3. Hee-Haw Hooray (2017)

- Kaspar (2008; wydanie polskie 2014 Kaspar. Książę kotów)
- Running Wild (2009)
- An Elephant in the Garden (2010)
- Not Bad for a Bad Lad (2010)
- Shadow (2010; wydanie polskie 2014 Smuga)
- Little Manfred (2011)
- Outlaw (2012)
- Sparrow (2012)
- A Medal for Leroy (2012)
- Listen to the Moon (2014)
- An Eagle in the Snow (2015)
- The Fox and the Ghost King (2016)
- Toto (2017)
- Lucky Button (2017)
- Flamingo Boy (2018)

### Zbiory opowiadań
- It Never Rained (1974)
- The White Horse of Zennor (1982)
- Michael Morpurgo Pack (1994)
- Stories from Mudpuddle Farm (1994; wraz ze Shoo Raynerem)
- Muck and Magic (1995)
- Simply the Best (1996; wraz z siedmiorgiem innych autorów)
- Michael Morpurgo Stories (2000)
- From Hereabout Hill (2000)
- More Muck and Magic (2001)
- Kids' Night In (2003; wraz z pięciorgiem innych autorów)
- Singing for Mrs Pettigrew (2006)
- Three for Tea (2006; wraz z Anne Fine i Jacqueline Wilson)
- Animal Tales (2008)
- Free? (2009; wraz z trzynaściorgiem innych autorów)
- Ox-Tales:Water (2009; wraz z ośmiorgiem innych autorów)
- Magic Beans (2011; wraz z trojgiem innych autorów)
- Snow Tales (2012)
- Michael Morpurgo Christmas Stories (2012)
- Stories of War (2013)
- Island Tales (2013)
- Of Lions and Unicorns (2013)
- The Great War (2015; wraz z dziesięciorgiem innych autorów)
- Christmas Stories (2015)
- Morpurgo Collection (2016)
- Greatest Animal Stories (2016)
- Greatest Magical Stories (2018)
- Magical Myths and Legends (2018)

### Utwory dramatyczne
- Michael Morpurgo Pack (1994)
- Stories from Mudpuddle Farm (1994; wraz z Emmą Rice)

### Książki ilustrowane
- Thatcher Jones (1975)
- Conker (1987)
- Jo-Jo the Melon Donkey (1987)
- Albertine, Goose Queen (1989; wraz ze Shoo Raynerem)
- Jigger's Day Off (1990; wraz ze Shoo Raynerem)
- And Pigs Might Fly (1991; wraz ze Shoo Raynerem)
- Colly's Barn (1991)
- Martians at Mudpuddle Farm (1992; wraz ze Shoo Raynerem)
- The King in the Forest (1993)
- Snakes and Ladders (1994)
- Blodin the Beast (1995)
- Mum's the Word (1995; wraz ze Shoo Raynerem)
- Sam's Duck (1996)
- Cockadoodle-doo Mr. Sultana! (1998)
- Wombat Goes Walkabout (1999)
- The Rainbow Bear (1999)
- The Silver Swan (2000)
- Who's a Big Bully Then? (2000)
- Mairi's Mermaid (2001)
- Gentle Giant (2003)
- It's a Dog's Life (2004)
- Little Albatross (2004)
- Dolphin Boy (2004)
- The Best Christmas Present in the World (2004)
- On Angel Wings (2006)
- Hansel and Gretel (2007)
- This Morning I Met a Whale (2008)
- The Kites are Flying (2009)
- The Best of Times (2009)
- Fox Friend (2010)
- The Pied Piper of Hamelin (2011)
- Beauty and the Beast (2012)
- Where My Wellies Take Me (2012)
- Homecoming (2012)
- The Castle in the Field (2012)
- Minikid (2012)
- Snug (2012)
- Meeting Cezanne (2013)
- Pinocchio (2013)
- The Goose is Getting Fat (2013)
- All I Said Was (2014)
- Mimi and the Mountain Dragon (2014)
- Half a Man (2014)
- My Father Is a Polar Bear (2015)
- Clare and Her Captain (2015)
- The Giant's Necklace (2016)
- We are Not Frogs (2016)
- Didn't We Have a Lovely Time! (2016)
- Coming Home (2016)

### Nowele
- The Giant's Necklace (1982)
- Poppy Field (2018)

### Literatura faktu
- Living Poets (1974; wraz z Cliffordem Simmonsem)
- The Storyteller (1976; wraz z Grahamem Barrettem)
- Such Stuff (2016)
- In the Mouth of the Wolf (2018)

### Tomik poezji
- All Around the Year (1979; wraz z Tedem Hughesem)